# Wolfgang Breithaupt
Wolfgang Breithaupt (19 de Setembro de 1913 - 24 de Outubro de 1942) foi um comandante de U-Boot que serviu na Kriegsmarine durante a Segunda Guerra Mundial.